# Siemens cx75
Siemens CX75 е мобилен телефон, произведен през 2005 г. от германската компания Сименс.
CX75 е трибандов мобилен телефон с видеокамера, която може да прави снимки с резолюция до 1280х1024 пиксела. Той притежава 2.5G технология, поддържаща GPRS ниво 10 с WAP 2.0. Освен това може да възпроизвежда следните формати аудио: MIDI, MP3, AAC(+) и WAV. Откъм игрите, той притежава Java J2ME MIDP 2.0. Има 8.29 MB вградена памет, и слот за RS-MMC карта. Почти еднакъв е с М75 с изключение на това, че не е ударо/водоустойчив.

## Екстри
- Трибандов (поддържа GSM 900/1800/1900 MHz)
- Bluetooth и IrDA
- Слот за RS-MMC карта
- Полифонични MIDI, WAV, MP3 и AAC(+) рингтонове
- Размери: 112 x 48 x 19 mm
- Тежест: 98 гр
- 132x176 пиксела TFT LCD дисплей

|  | Тази страница частично или изцяло представлява превод на страницата Siemens CX75 в Уикипедия на английски. Оригиналният текст, както и този превод, са защитени от Лиценза „Криейтив Комънс – Признание – Споделяне на споделеното“, а за съдържание, създадено преди юни 2009 година – от Лиценза за свободна документация на ГНУ. Прегледайте историята на редакциите на оригиналната страница, както и на преводната страница, за да видите списъка на съавторите. ВАЖНО: Този шаблон се отнася единствено до авторските права върху съдържанието на статията. Добавянето му не отменя изискването да се посочват конкретни източници на твърденията, които да бъдат благонадеждни. |